# Waynesboro (Georgia)
Waynesboro is een plaats (city) in de Amerikaanse staat Georgia, en valt bestuurlijk gezien onder Burke County.

## Demografie
Bij de volkstelling in 2000 werd het aantal inwoners vastgesteld op 5813.
In 2006 is het aantal inwoners door het United States Census Bureau geschat op 5863, een stijging van 50 (0.9%).

## Geografie
Volgens het United States Census Bureau beslaat de plaats een oppervlakte van
14,2 km², waarvan 14,1 km² land en 0,1 km² water. Waynesboro ligt op ongeveer 101 m boven zeeniveau.

## Plaatsen in de nabije omgeving
De onderstaande figuur toont nabijgelegen plaatsen in een straal van 32 km rond Waynesboro.

## Geboren
- Wycliffe Gordon (1967), jazzmuzikant